# Basketball-Bundesliga 1996-1997
La Basketball-Bundesliga 1996-1997 è stata la 31ª edizione del massimo campionato tedesco di pallacanestro maschile. La vittoria finale è stata ad appannaggio dell'Alba Berlin.

## Risultati

### Stagione regolare
|     | Squadra                       | G  | V  | P  | PF   | PS   | Pt. | Qualificazione                  |
| --- | ----------------------------- | -- | -- | -- | ---- | ---- | --- | ------------------------------- |
| 1.  | Alba Berlino                  | 26 | 24 | 2  | 2293 | 1927 | 48  | playoffs                        |
| 2.  | Rhöndorfer TV 1912            | 26 | 18 | 8  | 2046 | 1986 | 36  | playoffs                        |
| 3.  | TVG Basketball Trier          | 26 | 17 | 9  | 2250 | 2192 | 34  | playoffs                        |
| 4.  | TSV Bayer 04 Leverkusen       | 26 | 15 | 11 | 2183 | 2128 | 30  | playoffs                        |
| 5.  | Oberelchingen                 | 26 | 14 | 12 | 2244 | 2210 | 28  | playoffs                        |
| 6.  | TTL universa Bamberg          | 26 | 14 | 12 | 2003 | 1909 | 28  | playoffs                        |
| 7.  | Telekom Baskets Bonn          | 26 | 13 | 13 | 2054 | 1940 | 26  | playoffs                        |
| 8.  | SG FT/MTV Braunschweig        | 26 | 13 | 13 | 2125 | 2113 | 26  | playoffs                        |
| 9.  | SSV ratiopharm Ulm 1846       | 26 | 13 | 13 | 2220 | 2004 | 26  | gironi retrocessione/promozione |
| 10. | MTV 1846 Gießen               | 26 | 12 | 14 | 2101 | 2110 | 24  | gironi retrocessione/promozione |
| 11. | Basketball im TuS Herten 1925 | 26 | 11 | 15 | 2258 | 2347 | 22  | gironi retrocessione/promozione |
| 12. | Brandt Hagen                  | 26 | 9  | 17 | 1966 | 2119 | 18  | gironi retrocessione/promozione |
| 13. | Steiner Bayreuth              | 26 | 6  | 20 | 2073 | 2249 | 12  | gironi retrocessione/promozione |
| 14. | BG Ludwigsburg                | 26 | 3  | 23 | 1765 | 2147 | 6   | gironi retrocessione/promozione |

### Girone retrocessione/promozione

#### Gruppe 1
|    | Squadra            | G  | V | P | PF  | PS  | Pt. | Qualificazione                         |
| -- | ------------------ | -- | - | - | --- | --- | --- | -------------------------------------- |
| 1. | Steiner Bayreuth   | 10 |   |   | 874 | 755 | 16  | ammesse alla stagione 1997-98          |
| 2. | USC Friburgo       | 10 |   |   | 790 | 805 | 12  | ammesse alla stagione 1997-98          |
| 3. | BG Ludwigsburg     | 10 |   |   | 792 | 747 | 12  | retrocessa in 2. Basketball-Bundesliga |
| 4. | TSV Breitengüßbach | 10 |   |   | 784 | 816 | 8   |                                        |
| 5. | TuS Lichterfelde   | 10 |   |   | 752 | 794 | 6   |                                        |
| 6. | BCJ Amburgo        | 10 |   |   | 717 | 792 | 6   |                                        |

#### Gruppe 2
|    | Squadra                       | G  | V | P | PF  | PS  | Pt. | Qualificazione                |
| -- | ----------------------------- | -- | - | - | --- | --- | --- | ----------------------------- |
| 1. | Brandt Hagen                  | 10 |   |   | 962 | 755 | 18  | ammesse alla stagione 1997-98 |
| 2. | Basketball im TuS Herten 1925 | 10 |   |   | 990 | 865 | 16  | ammesse alla stagione 1997-98 |
| 3. | DJK Würzburg                  | 10 |   |   | 941 | 891 | 14  |                               |
| 4. | TV 1864 Salzkotten            | 10 |   |   | 790 | 869 | 4   |                               |
| 5. | BG 74 Gottinga                | 10 |   |   | 843 | 974 | 4   |                               |
| 6. | Tigers Tübingen               | 10 |   |   | 830 | 885 | 4   |                               |

#### Gruppe 3
|    | Squadra                 | G  | V | P | PF  | PS  | Pt. | Qualificazione                |
| -- | ----------------------- | -- | - | - | --- | --- | --- | ----------------------------- |
| 1. | MTV 1846 Gießen         | 10 |   |   | 944 | 785 | 20  | ammesse alla stagione 1997-98 |
| 2. | SSV ratiopharm Ulm 1846 | 10 |   |   | 960 | 801 | 14  | ammesse alla stagione 1997-98 |
| 3. | Forbo Paderborn         | 10 |   |   | 885 | 853 | 10  |                               |
| 4. | TV AXA Langen           | 10 |   |   | 820 | 925 | 8   |                               |
| 5. | TV Lich                 | 10 |   |   | 801 | 954 | 4   |                               |
| 6. | Oldenburger TB          | 10 |   |   | 793 | 885 | 4   |                               |

## Playoff
|  | Quarti di finale | Quarti di finale | Quarti di finale |              |                  | Semifinali   | Semifinali | Semifinali |  |  | Finali | Finali       | Finali |
|  |                  |                  |                  |              |                  |              |            |            |  |  |        |              |        |
|  | 1.               | Alba Berlino     | 4                |              |                  |              |            |            |  |  |        |              |        |
|  | 8.               | Braunschweig     | 0                |              |                  |              |            |            |  |  |        |              |        |
|  | 8.               | Braunschweig     | 0                |              | 1.               | Alba Berlino | 3          |            |  |  |        |              |        |
|  |                  |                  |                  |              | 1.               | Alba Berlino | 3          |            |  |  |        |              |        |
|  |                  | 4.               | Bayer Leverkusen | 1            |                  |              |            |            |  |  |        |              |        |
|  | 4.               | 4.               | Bayer Leverkusen | 1            | Bayer Leverkusen | 4            |            |            |  |  |        |              |        |
|  | 4.               |                  |                  |              | Bayer Leverkusen | 4            |            |            |  |  |        |              |        |
|  | 5.               | Oberelchingen    | 0                |              |                  |              |            |            |  |  |        |              |        |
|  |                  |                  |                  |              |                  |              |            |            |  |  | 1.     | Alba Berlino | 3      |
|  |                  |                  | 7.               | Telekom Bonn | 1                |              |            |            |  |  |        |              |        |
|  | 2.               | Dragons Rhöndorf | 2                |              |                  |              |            |            |  |  |        |              |        |
|  | 7.               | Telekom Bonn     | 4                |              |                  |              |            |            |  |  |        |              |        |
|  | 7.               | Telekom Bonn     | 4                |              | 7.               | Telekom Bonn | 3          |            |  |  |        |              |        |
|  |                  |                  |                  |              | 7.               | Telekom Bonn | 3          |            |  |  |        |              |        |
|  |                  | 6.               | Bamberga         | 0            |                  |              |            |            |  |  |        |              |        |
|  | 3.               | 6.               | Bamberga         | 0            | TBB Treviri      | 1            |            |            |  |  |        |              |        |
|  | 3.               |                  |                  |              | TBB Treviri      | 1            |            |            |  |  |        |              |        |
|  | 6.               | Bamberga         | 4                |              |                  |              |            |            |  |  |        |              |        |

| Basketball-Bundesliga 1996-1997 |
| ------------------------------- |
| ALBA Berlin 1º titolo           |

## Formazione vincitrice
| N° | Naz.                   | Ruolo | Sportivo         |  | Alt. |  |
| -- | ---------------------- | ----- | ---------------- |  | ---- |  |
| 4  | Germania (bandiera)    | G     | Henrik Rödl      |  | 200  |  |
| 5  | Germania (bandiera)    | G     | Jörg Lütcke      |  | 200  |  |
| 6  | Jugoslavia (bandiera)  | P     | Saša Obradović   |  | 197  |  |
| 7  | Germania (bandiera)    | G     | Marko Pešić      |  | 198  |  |
| 8  | Germania (bandiera)    | P     | Mithat Demirel   |  | 180  |  |
| 9  | Germania (bandiera)    | C     | Teoman Öztürk    |  | 208  |  |
| 10 | Germania (bandiera)    | C     | Stephen Arigbabu |  | 206  |  |
| 11 | Germania (bandiera)    | C     | Sascha Hupmann   |  | 216  |  |
| 12 | Stati Uniti (bandiera) | A     | Wendell Alexis   |  | 205  |  |
| 13 | Germania (bandiera)    | GA    | Drazan Tomic     |  | 197  |  |
| 14 | Germania (bandiera)    | AC    | Stipo Papic      |  | 208  |  |
| 14 | Germania (bandiera)    | AC    | Alexander Frisch |  | 205  |  |
| 15 | Germania (bandiera)    | AG    | Henning Harnisch |  | 202  |  |
|    | Jugoslavia (bandiera)  | All.  | Svetislav Pešić  |  |      |  |

## Premi e riconoscimenti
- MVP regular season:  Wendell Alexis, Alba Berlin